# 前潟 (盛岡市)
前潟（まえがた）は、岩手県盛岡市の西部に位置する町丁であり、旧盛岡市稲荷町、上厨川字新田、上厨川字前潟、上厨川字新田、上厨川字下村、上厨川字幅の各一部に相当する。前潟一丁目から前潟四丁目までを擁しており、全域にて住居表示を実施している。

## 概要
盛岡インターチェンジ付近の国道沿いにあり、域内にはイオンモール盛岡を初めとした商業施設が多くある。鉄道路線としてはJR田沢湖線が走り、2023年3月18日には前潟駅が開業した。

## 沿革
- 2000年 - 地元町内会が盛岡市に前潟地区における新駅の陳情書を提出[6]。
- 2006年2月27日 - 稲荷町、上厨川字新田、上厨川字前潟、上厨川字下村、上厨川字幅の各一部をもって、盛岡市前潟が成立。これに伴い全域にて住居表示実施[4][5]。
- 2023年3月18日 - 前潟駅が設置[6]。

## 施設
- イオンモール盛岡（前潟4丁目7-1）[7]

## 交通

### 道路
- 国道46号
- 岩手県道・秋田県道1号盛岡横手線

### 鉄道
- 前潟駅（JR田沢湖線）：2023年3月18日に開業[6]。